# Sandino (Cuba)
Sandino è un comune di Cuba, situato nella provincia di Pinar del Río.